# Expediciones filibusteras en México
Las expediciones filibusteras en México, son aquellos acontecimientos históricos que se suscitaron en algunas regiones del país a partir de la mitad de siglo XIX, debido a la inestabilidad política y militar.

## Baja California

La segunda bandera izada por William Walker ostenta dos estrellas que representan la "república de Baja California y Sonora".

Alrededor de la mitad del siglo XIX, Baja California fue el destino de algunas expediciones filibusteras. Las dos expediciones más conocidas son las de William Walker, que en 1853 pretendió apropiarse del territorio federal de Baja California como preludio de la futura expedición a Sonora. Dos años más tarde, Napoleón Zerman pretendió apoderarse del puerto de La Paz. Ambos intentos de ocupación de Baja California fueron fallidos.

## Sonora

Bandera de Sonora creada por Raousset en 1852.

Las expediciones filibusteras en Sonora fueron incursiones de filibusteros estadounidenses y franceses que tuvieron lugar entre 1851 y 1857. En dichas expediciones, los extranjeros buscaron independizar a Sonora de la República Mexicana, bajo el argumento de que había un desacuerdo entre los habitantes de la entidad y las autoridades mexicanas.
Es necesario señalar que el auge del filibusterismo en el noroeste de México estuvo relacionado con la fiebre del oro de California a mediados del siglo XIX. Los primeros intentos datan de los años 1851 y 1852.
- La primera incursión de filibusteros estadounidenses en Sonora fue la de Joseph C. Moorehead,[1] un mercenario a quien se le encomendó una misión punitiva contra el pueblo yuma en el sur de Arizona en 1851. Después de que esta expedición no llegó a concretarse, Moorehead y su tropa de filibusteros se dirigieron hacia el territorio de Sonora en 1851, aunque no alcanzó a penetrar en el territorio mexicano, quizá por falta de organización o fueron expulsados en noviembre de ese año.[2]

- En 1851 Charles de Pindray organizó y creó una colonia francesa en Cocospera Sonora, aunque sin éxito.

- En 1852 ya se encontraba en camino a Sonora un tercer grupo de franceses que capitaneaba Lépine de Segondis que se instaló en Santa Cruz Sonora, al igual que Pindray con permiso para establecerse si combatía a los apaches.[3][4][5][6][7]

- En 1852, Gaston de Raousset-Boulbon, también francés, atacó Hermosillo, capital sonorense, y lanzó una proclama al pueblo, proponiendo un plan para separar a Sonora como un estado independiente. Sin embargo, un brote de disentería afectó a sus hombres y a él mismo, por lo que el conde fue evacuado a Guaymas. Sin embargo, en San José (Guaymas) estaba el general Don Miguel Blanco con 800 hombres y seis piezas de artillería, con el propósito de interceptar a Raousset y sus fuerzas. Se resolvió la expulsión de las fuerzas francesas a San Francisco, California el 4 de noviembre de 1852.

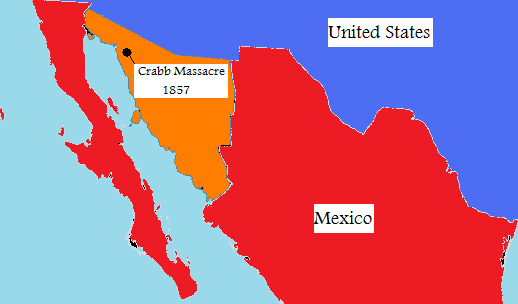
La masacre de Crabb en Caborca 1857

- En 1853, William Walker también penetró en el territorio de Sonora, después de haber proclamado la separación de Baja California. En Sonora pretendió organizar un nuevo estado con el territorio de ambas entidades apoyado por sus tropas mercenarias, pero falló y fue expulsado de México hacia San Francisco, California en octubre de 1854.

- En 1854, Nuevamente Gaston de Raousset-Boulbon, atacó Guaymas muriendo por fusilamiento después de la Batalla de Guaymas, la cual fue la mayor de las batallas en contra del Filibusterismo en México.

- En 1857 Henry A. Crabb, ataca la ciudad de Caborca. Los filibusteros fueron derrotados por los pápagos, ayudados por las comunidades vecinas. El pápago Luis Núñez atacó con flechas incendiarias el depósito de dinamita de los filibusteros, destruyéndolo en el acto, mermando de esta manera las acciones de los invasores.

## Coahuila, Nuevo León y Tamaulipas
- De 1852 a 1854 José María J. Carvajal quiso establecer la República de la Sierra Madre[8]